# Monsunwald
Ein Monsunwald, auch Passatwald oder regengrüner Feuchtwald genannt, ist die charakteristische Vegetationsform eines tropisch-sommerfeuchten Monsunklimas mit 2,5 bis 5 Monaten Trockenzeit. (Im Am-Klima nach der Köppen-Geiger-Klassifikation, das auch „tropisches Monsunklima“ genannt wird, wächst hingegen noch Tropischer Regenwald, da die Trockenzeit nur kurz und wenig effektiv ist. Die Bezeichnung ist demnach irreführend.)

## Typische Merkmale
Ein Monsunwald setzt sich überwiegend aus laubabwerfenden Bäumen zusammen. Er besitzt zwei Baumschichten. Die obere Etage erreicht etwa 25 bis 35 Meter Höhe. Während der Trockenzeit stellt sich hier gewöhnlich eine völlige Entlaubung ein. Die Strauchschicht ist immergrün und häufig von Bambus durchwachsen.

## Klimatische Voraussetzungen und Anpassungen

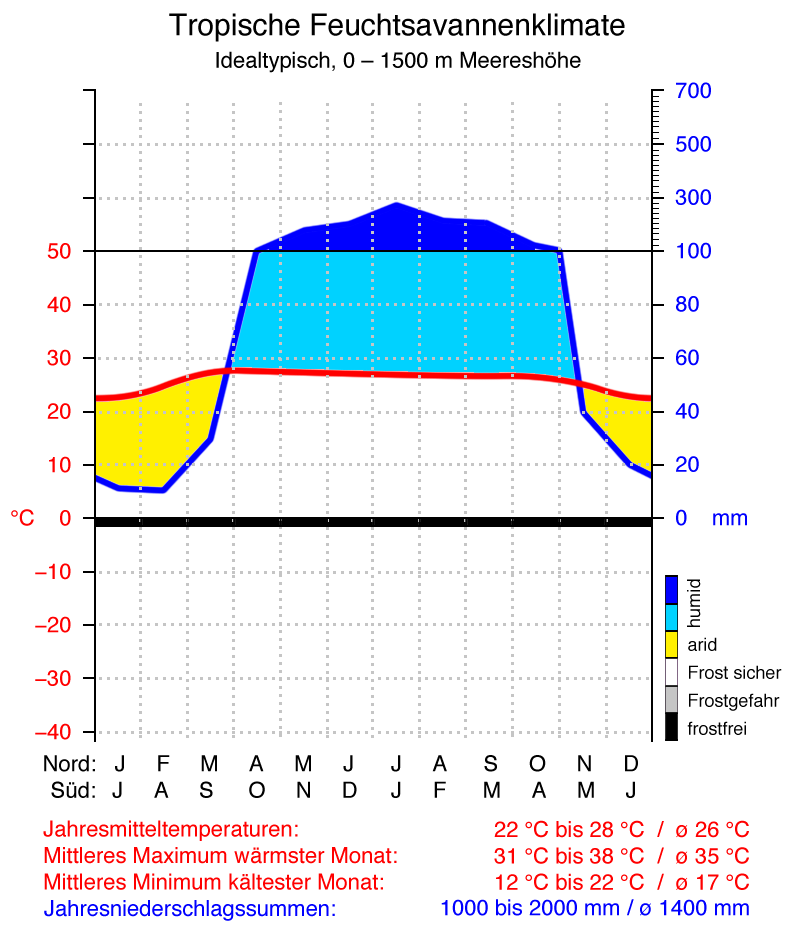
Idealtypisches Klimadiagramm für regengrüne Feuchtwälder und -savannen

Das Vorkommen von Monsunwäldern ist an das charakteristische Monsunklima gebunden, das vom regenbringenden Sommermonsun der äquatorialen Westwindzone gekennzeichnet ist. Der über erwärmte Meeresflächen gezogene Wind kommt feucht-warm bei den Monsunwäldern an und trägt enorme Niederschlagsmengen heran. Der Laubabfall, die relativ kleinen Blattflächen sowie die geringe Baumhöhe wird als Anpassung an ungünstige Wasserverhältnisse während der Trockenzeit gedeutet.
In Monsunregionen mit jährlichen Niederschlagsmengen unter 1500 mm/J. und längeren Trockenperioden, finden sich tropisch/subtropische Trockenwälder oder Savannen.

## Unterschiede zum Vegetationstyp des tropischen Regenwaldes
Er unterscheidet sich in mehrfacher Hinsicht vom anderen Typ des feuchten tropischen Waldes, dem tropischen Regenwald: Jener teilt sich in verschiedene vertikale Stockwerke auf. Der Monsunwald ist hierbei jedoch insgesamt niedriger und sein Kronendach ist dünner, was ein ausgeprägteres Unterholz zur Folge hat. Die einem Monsunwald innewohnende Artenvielfalt ist spürbar geringer als in einem tropischen Regenwald. Der Waldboden ist wesentlich trockener und zeigt im Gegensatz zum tropischen Regenwald auch eine ausgeprägte Trockenperiode von vier bis fünf Monaten auf, was sich jedoch sehr stark nach den jeweiligen lokalen Gegebenheiten richtet. Als Folge dessen handelt es sich bei Monsunwäldern in der Regel nicht um immergrüne Wälder, da sie ihr Laub überwiegend in dieser Trockenperiode abwerfen. Die Blütezeit liegt für viele Arten am Ende der Trockenperiode oder zu deren Beginn.
Die Artenzusammensetzung der Monsunwälder ist regional unterschiedlich, jedoch zeigen sich in einigen Regionen besonders charakteristische Arten, welche den entsprechenden Wäldern oft auch ihren Beinamen geben. Es handelt sich dabei beispielsweise um die Salwälder Indiens (Salbaum), die Teakwälder Myanmars und Thailands (Teakbaum) und die Eukalyptuswälder Nordaustraliens (Eukalyptus).

## Verbreitung
Ihre ursprünglich größte Ausdehnung erreichten die Monsunwälder auf dem südostasiatischen Festland und auf dem Indischen Subkontinent. Monsunwälder größeren Umfanges lassen sich heute im Wesentlichen nur noch in Indien, Myanmar, Thailand und mit kleineren Beständen in Nordaustralien finden. Weite Flächen des ehemals existierenden Bestandes, wie in Westafrika wurden großflächig abgeholzt und in Kulturland, Dornensavanne oder anthropogen verursachte Halbwüste überführt. In diesen Regionen hinterlässt das starke Bevölkerungswachstum und der damit verbundene Brennholz- und Flächenbedarf seine Spuren. Nicht zuletzt trägt aber auch der große Bedarf des internationalen Holzmarkts zum Rückgang der Monsunwälder bei.